# Scaphiopus holbrookii
A Scaphiopus holbrookii a kétéltűek (Amphibia) osztályának békák (Anura) rendjébe és a lapátlábúbéka-félék (Scaphiopodidae) családjába, azon belül a Scaphiopus nembe tartozó faj.

## Taxonómiai helyzete
Hozzá hasonló faj a Scaphiopus hurterii, amelyet egykor a Scaphiopus holbrookii alfajának tekintettek. A lapátlábúbéka-félékhez tartozó néhány más fajjal ellentétben, ilyen például a Spea multiplicata vagy a Spea bombifrons, a Scaphiopus holbrookii esetében a fenotípusos plaszticitás révén soha nem fejlődnek természetes módon kannibál ebihalak. Az Észak-Karolinai Egyetem kutatói úgy vélik, hogy ez azért van, mert a Scaphiopus holbrookii a legjellemzőbb az elsőként kifejlődött lapátlábúbéka-félék közül.

## Nevének eredete
Nevét John Edwards Holbrook amerikai zoológus tiszteletére kapta.

## Előfordulása
A Scaphiopus holbrookii az Amerikai Egyesült Államokban, Massachusettstől Floridáig, innen nyugatra Louisiana keleti területeiig, majd északra Arkansas keleti, Missouri délkeleti, Illinois déli, Indiana déli és Ohio déli részén, valamint Kentucky és Tennessee egész területén honos.

## Megjelenése
A kifejlett Scaphiopus holbrookii átlagos hossza 44-57 mm. Színe barnás, hátán két sárgás csík húzódik. Ezek a csíkok, amelyek a felső szemhéjakon kezdődnek, szétágazhatnak vagy összefuthatnak, ami egy lantra vagy homokórára emlékeztető mintázatot eredményez. Egyes példányok nagyon sötétek lehetnek, mintázatuk kevésbé jól kivehető. Bőre általában simább és nedvesebb, mint más varangyoké. Bőrük ritkásan apró szemölcsökkel tarkított az egész testükön. A Scaphiopus holbrookii az ásóbékák mindössze négy csoportjának egyikébe tartozik. Mindkét hátsó lábán van egy-egy sarkantyú, amely a földbe ásáshoz szükséges. A sarkantyú általában háromszor hosszabb, mint a többi lábujj.

## Természetvédelmi helyzete
A vörös lista a nem fenyegetett fajok között tartja nyilván. Populációja stabil, nem fragmentált. A faj számára a mezőgazdaság és lakott területek jelentenek veszélyt. 